# Palkor Czade
Klasztor Palkor Czade (Pälk’or Cz'äde, tybet. དཔལ་ཆོས་དགོན།) – klasztor buddyjski będący ośrodkiem Gelug, Sakja i Drukpa kagju, szkół buddyzmu tybetańskiego. Znajduje się w Gyangzê, w prefekturze miejskiej Xigazê, Tybetański Region Autonomiczny, Chiny.
Klasztor założył ok. 1420 r. książę Rabten Kunsang (fundator najważniejszych budowli w mieście Gyangzê) jako ośrodek głównych szkół buddyzmu tybetańskiego. We wnętrzu tego klasztoru gromadzili się na modlitwie mnisi ze wszystkich okolicznych klasztorów. W głównej sali zgromadzeń stoją dwa trony: jeden dalajlamy, a drugi lamy szkoły Sakja. Obok, w głównej kaplicy Tsangkhang znajduje się posąg Buddy Siakjamuniego w otoczeniu bóstw.
Na terenie klasztoru znajduje się największa w Tybecie i najlepiej zachowana stupa (czorten) zwana Kumbum, zbudowana około 1440 r. przez Rabten Kunsanga. Nazwa „Kumbum” oznacza „sto tysięcy wizerunków” i rzeczywiście stupę wypełniają tysiące posągów, fresków i mandali. Kumbum ma osiem pięter, a zwieńczona jest złotą kopułą. Na każdym piętrze znajdują się kaplice, dekorowane z wyjątkowym przepychem i bogactwem zdobień.
Podczas rewolucji kulturalnej kompleks klasztorny został niemal całkowicie zniszczony. Spośród trzynastu budynków klasztornych ocalały tylko dwa i stupa Kumbum.